# Mancomunitat de Sabadell i Terrassa
La Mancomunitat de Sabadell i Terrassa va ser una corporació de dret públic, amb categoria d'entitat municipal, formada per associació voluntària d'aquests municipis, aprovada per decret el 1963, constituïda el 1964 i dissolta el 1993.

## Objectius i serveis
Els objectius principals eren la creació i sosteniment de serveis en general, i d'una manera específica els d'ordenació urbanística dels terrenys situats entre ambdues ciutats, les comunicacions interurbanes, un escorxador, un mercat central i uns frigorífics, una central lletera, un parc de bombers, una casa de salut, un centre d'ensenyament secundari, un servei d'aigua potable i un tractament d'escombraries.
La zona d'influència, inicialment de 1.229 ha, fou ampliada a 1.650 ha el 1972, per a la creació d'una Àrea d'Actuació Urgent (ACTUR) de l'Instituto Nacional de Urbanización. Els serveis establerts a la zona mancomunada foren la seu corporativa, dos instituts de batxillerat, un mercat central de fruita i verdura, una central lletera, dues centrals elèctriques, una estació reguladora de gas natural, una secció de l'Escola d'Arquitectura de Barcelona, etc. També gestionà durant anys el Circuit del Vallès de motocròs, que des de finals dels anys 60 fins a mitjans dels 80 acollí Grans Premis internacionals d'aquest esport i fou considerat un dels millors del món.

## Gestió
El govern de l'entitat era exercit per un president (nomenat per rotació cada dos anys entre els batlles de Sabadell i Terrassa) i una comissió gestora, formada per tots dos batlles (president i vicepresident), tres vocals per cada ajuntament i els dos secretaris i interventors (que actuaven també per rotació). Les finances corporatives provenien de les aportacions dels ajuntaments i dels ingressos procedents de llurs ordenances fiscals pròpies. El pressupost ordinari del 1975 fou de 84 milions de pessetes. La Mancomunitat formava part del Consorci del Parc Natural de Sant Llorenç del Munt i Serra de l'Obac i del Consorci d'Abast d'Aigua del Riu Llobregat.